# Wichmannia
Wichmannia är ett släkte av steklar. Wichmannia ingår i familjen finglanssteklar.
Kladogram enligt Catalogue of Life:
| Wichmannia | \| \| Wichmannia decorata \| \| \| \| \| \| Wichmannia pictipennis \| \| \| \| |
|            | \| \| Wichmannia decorata \| \| \| \| \| \| Wichmannia pictipennis \| \| \| \| |
|            | Wichmannia decorata                                                            |
|            |                                                                                |
|            | Wichmannia pictipennis                                                         |
|            |                                                                                |